# Nicole Humbertová
Nicole Humbertová, rozená Riegerová (* 5. února 1972, Landau in der Pfalz, Porýní-Falc) je bývalá německá atletka, která se specializovala na skok o tyči.
V roce 1998 se umístila na halovém ME ve Valencii na pátém místě. V témž roce vybojovala výkonem 431 cm stříbrnou medaili na mistrovství Evropy v Budapešti, kde se ženská tyčka konala vůbec poprvé v historii šampionátu. 25. února 1999 vytvořila ve Stockholmu nový halový světový rekord, jehož hodnota byla 456 cm. V témž roce vybojovala bronzovou medaili na halovém MS v japonském Maebaši a skončila pátá na mistrovství světa v Seville, kde měla ženská tyčka rovněž premiéru.
Na letních olympijských hrách v Sydney v roce 2000 skončila na pátém místě, když hned čtyři postupné výšky vždy překonala až na třetí pokus. Jejím osobním rekordem pod širým nebem je 451 cm. Atletickou kariéru ukončila v roce 2002.

## Úspěchy
| Rok  | Závod                              | Místo               | Umístění    | Výkon  |
| ---- | ---------------------------------- | ------------------- | ----------- | ------ |
| 1997 | Halové mistrovství světa 1997      | Paříž, Francie      | kvalifikace | 3,70 m |
| 1998 | Halové mistrovství Evropy 1998     | Valencie, Španělsko | 5.          | 4,25 m |
| 1998 | Mistrovství Evropy v atletice 1998 | Budapešť, Maďarsko  | 2.          | 4,31 m |
| 1999 | Halové mistrovství světa 1999      | Maebaši, Japonsko   | 3.          | 4,35 m |
| 1999 | Mistrovství světa v atletice 1999  | Sevilla, Španělsko  | 5.          | 4,40 m |
| 2000 | Letní olympijské hry 2000          | Sydney, Austrálie   | 5.          | 4,45 m |